# Élection présidentielle italienne de 1978
L'élection présidentielle italienne de 1978 est un scrutin au suffrage indirect visant à élire le président de la République pour un mandat de sept ans. Elle se tient du 29 juin, jour du premier tour, au 8 juillet 1978, date de l'élection du vainqueur.
Cette élection présidentielle est consécutive à la démission du président Giovanni Leone, effective à partir du 15 juin 1978 ; le chef de l'État sortant, objet d'une virulente campagne de presse du fait de son implication présumée dans l'affaire Lockheed, met un terme à ses fonctions présidentielles, quelques mois avant le terme légal de son septennat. Le président du Sénat, Amintore Fanfani, assume alors l'intérim de la présidence de la République jusqu'à l'investiture du président élu.
À l'issue du seizième tour de scrutin, au terme d'une élection particulièrement disputée entre les partis politiques qui revendiquaient pour l'un des leurs la magistrature suprême, le socialiste Sandro Pertini, figure de la Résistance antifasciste et ancien président de la Chambre des députés, est finalement désigné président de la République. Son mandat commence le 9 juillet 1978, au lendemain de son élection.
Le président de la République italienne, chef de l'État, assume un rôle essentiellement honorifique, bien qu'il soit considéré, par la Constitution italienne, comme étant le garant des institutions et de l'unité nationale.

## Le contexte
Outre l'affaire Lockheed ayant provoqué la démission du précédent président six mois avant la fin de son mandat, cette nouvelle désignantion d'un président se déroule moins de deux mois après l'assassinat d'Aldo Moro, le plus grand traumatisme de l'après-guerre pour l'Italie.

## La procédure

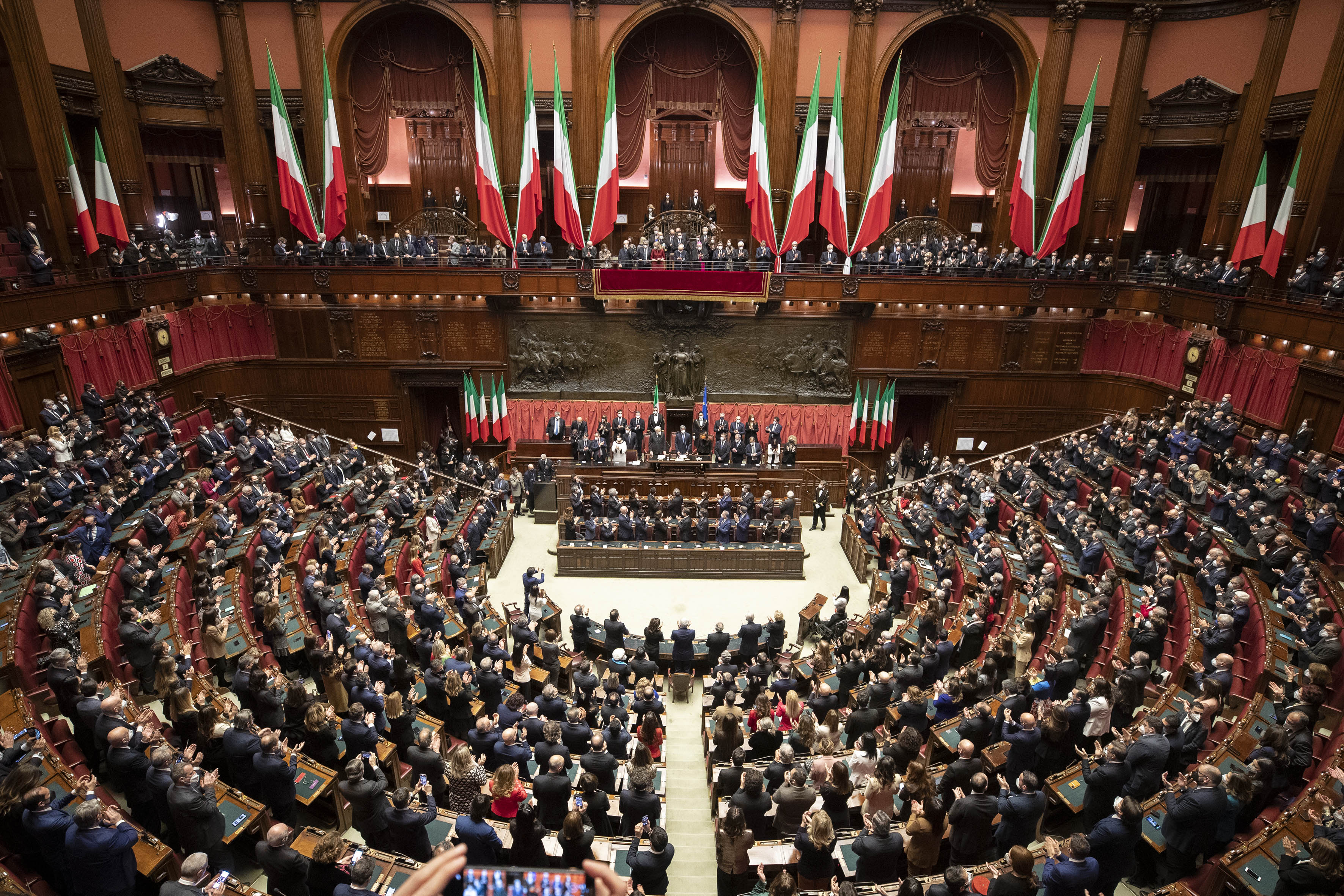
La salle de réunion du collège électoral.

Le président de la République (Presidente della Repubblica) est élu au suffrage universel indirect par la séance commune du Parlement, à laquelle sont conviés les parlementaires (députés et sénateurs) et cinquante-huit délégués régionaux, trois par Régions, sauf pour le Val d'Aoste, qui n'est représenté que par un élu.
Le plénum, siégeant au palais Montecitorio, à Rome, est présidé par le président de la Chambre des députés. Pour ce scrutin, la présidence sera, en conséquence, assumée par Pietro Ingrao.
L'élection est acquise à la majorité des deux tiers de l'assemblée aux trois premiers tours, à la majorité absolue par la suite. Il faudra donc réunir 674 voix, ou 506 suffrages au-delà de trois tours.

## Le scrutin

### 29 juin 1978

#### 1ertourde scrutin
- Présents : 992
- Votants : 992
- Abstentions : 0
- Majorité des deux tiers de l'Assemblée : 674

| Candidat             | Suffrages |
| -------------------- | --------- |
| Guido Gonella        | 392       |
| Giorgio Amendola     | 339       |
| Pietro Nenni         | 88        |
| Orazio Condorelli    | 26        |
| Ferruccio Parri      | 20        |
| Carlo Alfredo Moro   | 6         |
| Camilla Cederna      | 4         |
| Eleonora Moro        | 3         |
| Paolo Rossi          | 3         |
| Umberto Terracini    | 3         |
| Enzo Bettiza         | 2         |
| Benigno Zaccagnini   | 2         |
| Giorgio Almirante    | 1         |
| Giulio Andreotti     | 1         |
| Ines Boffardi        | 1         |
| Bernardo D'Arezzo    | 1         |
| Francesco De Martino | 1         |
| Amintore Fanfani     | 1         |
| Votes blancs         | 79        |
| Votes dispersés      | 0         |
| Votes nuls           | 19        |

Aucun candidat n'ayant recueilli la majorité des deux tiers des suffrages, un second tour est convoqué par le président de la Chambre, Pietro Ingrao.

### 30 juin 1978

#### 2etour de scrutin
- Présents : 983
- Votants : 983
- Abstentions : 0
- Majorité des deux tiers de l'Assemblée : 674

| Candidat           | Suffrages |
| ------------------ | --------- |
| Guido Gonella      | 383       |
| Giorgio Amendola   | 337       |
| Pietro Nenni       | 86        |
| Orazio Condorelli  | 27        |
| Ferruccio Parri    | 21        |
| Aldo Bozzi         | 15        |
| Luigi Mariotti     | 15        |
| Paolo Rossi        | 11        |
| Camilla Cederna    | 5         |
| Umberto Terracini  | 4         |
| Benigno Zaccagnini | 2         |
| Amintore Fanfani   | 2         |
| Carlo Alfredo Moro | 2         |
| Eleonora Moro      | 2         |
| Giuliano Vassalli  | 1         |
| Votes blancs       | 48        |
| Votes dispersés    | 13        |
| Votes nuls         | 2         |

Aucun candidat n'ayant recueilli la majorité des deux tiers des suffrages, un troisième tour est convoqué par le président de la Chambre, Pietro Ingrao.

#### 3etour de scrutin
- Présents : 983
- Votants : 983
- Abstentions : 0
- Majorité des deux tiers de l'Assemblée : 674

| Candidat             | Suffrages |
| -------------------- | --------- |
| Guido Gonella        | 351       |
| Giorgio Amendola     | 339       |
| Pietro Nenni         | 81        |
| Aldo Bozzi           | 35        |
| Orazio Condorelli    | 25        |
| Ferruccio Parri      | 20        |
| Luigi Mariotti       | 18        |
| Benigno Zaccagnini   | 15        |
| Paolo Rossi          | 10        |
| Alessandro Pertini   | 5         |
| Camilla Cederna      | 4         |
| Paolo Emilio Taviani | 3         |
| Umberto Terracini    | 3         |
| Amintore Fanfani     | 2         |
| Carlo Alfredo Moro   | 2         |
| Eleonora Moro        | 2         |
| Arnaldo Forlani      | 2         |
| Oscar Luigi Scalfaro | 2         |
| Ines Boffardi        | 2         |
| Antonio Giolitti     | 2         |
| Votes blancs         | 48        |
| Votes dispersés      | 8         |
| Votes nuls           | 4         |

Aucun candidat n'ayant recueilli la majorité des deux tiers des suffrages, un quatrième tour est convoqué par le président de la Chambre, Pietro Ingrao.

### 1erjuillet 1978

#### 4etour de scrutin
- Présents : 986
- Votants : 480
- Abstentions : 506
- Majorité relative de l'Assemblée : 506

| Candidat           | Suffrages |
| ------------------ | --------- |
| Giorgio Amendola   | 335       |
| Paolo Rossi        | 11        |
| Norberto Bobbio    | 9         |
| Camilla Cederna    | 4         |
| Alessandro Pertini | 4         |
| Gino Birindelli    | 3         |
| Umberto Terracini  | 3         |
| Aldo Bozzi         | 2         |
| Votes blancs       | 77        |
| Votes dispersés    | 8         |
| Votes nuls         | 4         |

Aucun candidat n'ayant recueilli la majorité relative des suffrages, un cinquième tour est convoqué par le président de la Chambre, Pietro Ingrao.

### 2 juillet 1978

#### 5etour de scrutin
- Présents : 978
- Votants : 477
- Abstentions : 501
- Majorité relative de l'Assemblée : 506

| Candidat           | Suffrages |
| ------------------ | --------- |
| Giorgio Amendola   | 358       |
| Paolo Rossi        | 15        |
| Gino Birindelli    | 6         |
| Alessandro Pertini | 6         |
| Gustavo Selva      | 9         |
| Camilla Cederna    | 4         |
| Aldo Bozzi         | 3         |
| Titta Madia        | 2         |
| Norberto Bobbio    | 2         |
| Votes blancs       | 70        |
| Votes dispersés    | 4         |
| Votes nuls         | 2         |

Aucun candidat n'ayant recueilli la majorité relative des suffrages, un sixième tour est convoqué par le président de la Chambre, Pietro Ingrao.

#### 6etour de scrutin
- Présents : 954
- Votants : 467
- Abstentions : 487
- Majorité relative de l'Assemblée : 506

| Candidat             | Suffrages |
| -------------------- | --------- |
| Giorgio Amendola     | 350       |
| Paolo Rossi          | 13        |
| Alessandro Pertini   | 10        |
| Titta Madia          | 5         |
| Paolo Baffi          | 2         |
| Norberto Bobbio      | 2         |
| Damiano Della Chiesa | 2         |
| Amintore Fanfani     | 2         |
| Votes blancs         | 73        |
| Votes dispersés      | 3         |
| Votes nuls           | 3         |

Aucun candidat n'ayant recueilli la majorité relative des suffrages, un septième tour est convoqué par le président de la Chambre, Pietro Ingrao.

### 3 juillet 1978

#### 7etour de scrutin
- Présents : 983
- Votants : 547
- Abstentions : 436
- Majorité relative de l'Assemblée : 506

| Candidat             | Suffrages |
| -------------------- | --------- |
| Giorgio Amendola     | 357       |
| Aldo Bozzi           | 16        |
| Paolo Rossi          | 15        |
| Camilla Cederna      | 4         |
| Damiano Della Chiesa | 4         |
| Alessandro Pertini   | 4         |
| Umberto Terracini    | 3         |
| Votes blancs         | 136       |
| Voties dispersés     | 6         |
| Votes nuls           | 2         |

Aucun candidat n'ayant recueilli la majorité relative des suffrages, un huitième tour est convoqué par le président de la Chambre, Pietro Ingrao.

#### 8etour de scrutin
- Présents : 979
- Votants : 545
- Abstentions : 434
- Majorité relative de l'Assemblée : 506

| Candidat          | Suffrages |
| ----------------- | --------- |
| Giorgio Amendola  | 358       |
| Paolo Rossi       | 17        |
| Aldo Bozzi        | 15        |
| Camilla Cederna   | 4         |
| Luigi Mariotti    | 2         |
| Umberto Terracini | 2         |
| Votes blancs      | 142       |
| Votes dispersés   | 4         |
| Votes nuls        | 1         |

Aucun candidat n'ayant recueilli la majorité relative des suffrages, un neuvième tour est convoqué par le président de la Chambre, Pietro Ingrao.

#### 9etour de scrutin
- Présents : 977
- Votants : 540
- Abstentions : 437
- Majorité relative de l'Assemblée : 506

| Candidat          | Suffrages |
| ----------------- | --------- |
| Giorgio Amendola  | 357       |
| Paolo Rossi       | 17        |
| Aldo Bozzi        | 12        |
| Giuliano Vassalli | 5         |
| Camilla Cederna   | 3         |
| Angelo Bastiani   | 2         |
| Gustavo Selva     | 2         |
| Umberto Terracini | 2         |
| Votes blancs      | 127       |
| Votes dispersés   | 12        |
| Votes nuls        | 4         |

Aucun candidat n'ayant recueilli la majorité relative des suffrages, un dixième tour est convoqué par le président de la Chambre, Pietro Ingrao.

### 5 juillet 1978

#### 10etour de scrutin
- Présents : 939
- Votants : 510
- Abstentions : 429
- Majorité relative de l'Assemblée : 506

| Candidat           | Suffrages |
| ------------------ | --------- |
| Giorgio Amendola   | 355       |
| Paolo Rossi        | 17        |
| Aldo Bozzi         | 11        |
| Giuliano Vassalli  | 4         |
| Vittore Branca     | 2         |
| Alessandro Pertini | 2         |
| Votes blancs       | 106       |
| Votes dispersés    | 10        |
| Votes nuls         | 3         |

Aucun candidat n'ayant recueilli la majorité relative des suffrages, un onzième tour est convoqué par le président de la Chambre, Pietro Ingrao.

#### 11etour de scrutin
- Présents : 925
- Votants : 505
- Abstentions : 420
- Majorité relative de l'Assemblée : 506

| Candidat          | Suffrages |
| ----------------- | --------- |
| Giorgio Amendola  | 355       |
| Paolo Rossi       | 21        |
| Aldo Bozzi        | 10        |
| Vittore Branca    | 6         |
| Luigi Mariotti    | 4         |
| Giuliano Vassalli | 4         |
| Renato Ballardini | 3         |
| Votes blancs      | 91        |
| Votes dispersés   | 9         |
| Votes nuls        | 2         |

Aucun candidat n'ayant recueilli la majorité relative des suffrages, un douzième tour est convoqué par le président de la Chambre, Pietro Ingrao.

### 6 juillet 1978

#### 12etour de scrutin
- Présents : 935
- Votants : 508
- Abstentions : 427
- Majorité relative de l'Assemblée : 506

| Candidat          | Suffrages |
| ----------------- | --------- |
| Giorgio Amendola  | 354       |
| Paolo Rossi       | 22        |
| Aldo Bozzi        | 12        |
| Renato Ballardini | 4         |
| Vittore Branca    | 4         |
| Giuliano Vassalli | 4         |
| Votes blancs      | 101       |
| Votes dispersés   | 8         |
| Votes nuls        | 1         |

Aucun candidat n'ayant recueilli la majorité relative des suffrages, un treizième tour est convoqué par le président de la Chambre, Pietro Ingrao.

#### 13etour de scrutin
- Présents : 935
- Votants : 511
- Abstentions : 424
- Majorité relative de l'Assemblée : 506

| Candidat             | Suffrages |
| -------------------- | --------- |
| Giorgio Amendola     | 364       |
| Paolo Rossi          | 18        |
| Aldo Bozzi           | 10        |
| Antonio Giolitti     | 9         |
| Francesco De Martino | 4         |
| Luigi Mariotti       | 3         |
| Aldo Maria Sandulli  | 4         |
| Renato Ballardini    | 3         |
| Amintore Fanfani     | 2         |
| Votes blancs         | 88        |
| Votes dispersés      | 6         |
| Votes nuls           | 2         |

Aucun candidat n'ayant recueilli la majorité relative des suffrages, un quatorzième tour est convoqué par le président de la Chambre, Pietro Ingrao.

#### 14etour de scrutin
- Présents : 922
- Votants : 504
- Abstentions : 418
- Majorité relative de l'Assemblée : 506

| Candidat             | Suffrages |
| -------------------- | --------- |
| Giorgio Amendola     | 355       |
| Francesco De Martino | 19        |
| Paolo Rossi          | 18        |
| Aldo Bozzi           | 9         |
| Antonio Giolitti     | 6         |
| Bruno Lepre          | 3         |
| Alessandro Pertini   | 3         |
| Amintore Fanfani     | 2         |
| Luigi Mariotti       | 3         |
| Votes blancs         | 76        |
| Votes dispersés      | 10        |
| Votes nuls           | 1         |

Aucun candidat n'ayant recueilli la majorité relative des suffrages, un quinzième tour est convoqué par le président de la Chambre, Pietro Ingrao.

#### 15etour de scrutin
- Présents : 935
- Votants : 529
- Abstentions : 406
- Majorité relative de l'Assemblée : 506

| Candidat             | Suffrages |
| -------------------- | --------- |
| Giorgio Amendola     | 347       |
| Francesco De Martino | 35        |
| Paolo Rossi          | 15        |
| Aldo Bozzi           | 9         |
| Antonio Giolitti     | 8         |
| Alessandro Pertini   | 5         |
| Amintore Fanfani     | 3         |
| Luigi Mariotti       | 3         |
| Ugo La Malfa         | 2         |
| Votes blancs         | 92        |
| Votes dispersés      | 9         |
| Votes nuls           | 1         |

Aucun candidat n'ayant recueilli la majorité relative des suffrages, un seizième tour est convoqué par le président de la Chambre, Pietro Ingrao.

### 8 juillet 1978

#### 16etour de scrutin
- Présents : 995
- Votants : 995
- Abstentions : 0
- Majorité relative de l'Assemblée : 506

| Candidat             | Suffrages |
| -------------------- | --------- |
| Alessandro Pertini   | 832       |
| Francesco De Martino | 9         |
| Amintore Fanfani     | 7         |
| Giorgio Amendola     | 4         |
| Normanno Messina     | 3         |
| Antonio Giolitti     | 2         |
| Ugo La Malfa         | 2         |
| Paolo Rossi          | 2         |
| Votes blancs         | 121       |
| Votes dispersés      | 7         |
| Votes nuls           | 6         |

À l'issue du seizième tour de scrutin, Alessandro Pertini ayant recueilli la majorité relative des suffrages, il est proclamé élu président de la République italienne par le président de la Chambre, Pietro Ingrao,.